# Strefowość
Strefowość – zjawisko zmiany komponentów krajobrazu wraz ze zmianą szerokości geograficznej.
Strefowość wynika z kulistego kształtu Ziemi, który decyduje o różnym kącie padania promieni słonecznych na Ziemię. Tak więc główna przyczyną strefowości jest kulisty kształt Ziemi oraz jej położenie w stosunku do Słońca. Kąt padania promieni słonecznych zmniejsza się od równika ku biegunowi. W ślad za tym zmienia się ilość energii cieplnej – im większy kąt padania tym więcej energii cieplnej. Obszary równikowe otrzymują od 4 do 5 razy więcej energii cieplnej niż obszary okołobiegunowe.
Do zjawisk i procesów strefowych zaliczymy tylko te zjawiska i procesy, które bezpośrednio i pośrednio zależą od zmiany kąta padania promieni słonecznych na Ziemię.
Są to: temperatura (powietrza, wody i gleby), parowanie wody i zachmurzenie, opady atmosferyczne, system wiatrów, klimaty (strefy klimatyczne), typy roślinności, wietrzenie i powstawanie gleb, charakter sieci wodnej.